# Pollet-Bande

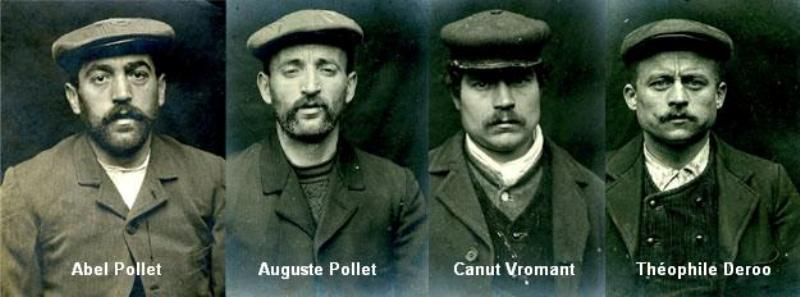
Die vier später hingerichteten Mitglieder der Pollet-Bande

Die Pollet-Bande, auch als Die Banditen von Hazebrouck bezeichnet, war eine Gruppe von Banditen, die um 1900 Nordfrankreich und das südliche Westflandern mit 131 kriminellen Taten terrorisierten.

## Geschichte und Werdegang
In Béthune, einem kleinen französischen Provinzort, wurden am 11. Januar 1909 Abel und Auguste Pollet, Häupter einer Mord- und Raubbande, und zwei ihrer Spießgesellen hingerichtet. Erstmals seit über drei Jahren hatte man in Frankreich wieder die Guillotine eingesetzt. Anatole Deibler (1863–1939), „Monsieur de Paris“, war der den Akt überwachende Scharfrichter. Er hatte zum 1. Januar 1899 die Nachfolge seines Vaters Louis angetreten.
Die „Pollet-Bande“, wie ihr Spitzname in der lokalen und nationalen Presse lautete, war eine Gruppe von Banditen, die um 1900 Nordfrankreich und das südliche Westflandern mit 131 kriminellen Taten terrorisierten. Diese hoch organisierte Bande von zuletzt 27 Personen („des bandits d’Hazebrouck“) wurde von den Brüdern Abel und Auguste Pollet angeführt, daher rührt der Name „bande Pollet“. Die große Zahl der Verbrechen dieser Banditen weckte das Interesse zahlreicher Journalisten. Sie sollten am Ende wegen zahlreicher Verbrechen verurteilt werden. Dem Anführer der Bande, Abel Pollet (1873–1909), wurden allein 790 Einbrüche zugeschrieben. Er soll oft in die Cafés von Hazebrouck gegangen sein, um Informationen zur Vorbereitung seiner Einbrüche zu sammeln.
Zu Beginn des 20. Jahrhunderts herrschte in Frankreich ein Klima der zunehmenden Unsicherheit, die weitgehend von der nationalen Presse gefördert war, die auf die Unfähigkeit der Polizei hinwies: Die „Apachen“, wie man um 1900 die räuberischen Kleinkriminellen in Paris bezeichnete, grassierten in Paris, die „Chauffeure der Drôme“ terrorisierten die Bewohner der Landschaft rund um Valence und von Romans-sur-Isère im Département Drôme. Die Straflosigkeit vieler Verbrechen und die Langlebigkeit krimineller Karrieren demonstrierten die Unfähigkeit des Staates, ihnen mit ausreichenden und fähigen Sicherheitskräften entgegenzuwirken.
Pollet „spezialisierte“ sich zunächst auf den Diebstahl von Nahrungsmitteln, die er aus den Höhlen und Salinen der Menschen in der Region plünderte. Im Jahr 1901 wurde er wegen eines Einbruchs in Vieux-Berquin festgenommen. Dafür bekam er eine Gefängnisstrafe von vier Jahren, die er im gleichen Jahr im Prison de Loos-lès-Lille antrat. Nachdem er seine Freiheit wiedererlangt hatte, wartete er nicht einmal eine Woche, um wieder in „Arbeit“ zu kommen, und zwar mit den während seiner langen Haft erworbenen Kenntnissen. So verübte er von Februar bis August 1905, oftmals von seinem Bruder Auguste begleitet, 41 Einbrüche, teils auch unter Anwendung von Gewalt.
Ende 1904 stellte er seine letztendliche Räuberbande zusammen. Im Sommer 1905 trat Théophile Deroo, „Charlot“, hinzu. Marcel Deroo und Louise Matoret, 21 Jahre alte Geliebte von Abel Pollet, die mit ihm auch zusammenlebte, schlossen schließlich den engeren Kreis der Räuberbande. Insgesamt werden den Polletbrüdern und ihren Komplizen, deren Einzugsbereich sich vom französisch-belgischen Grenzraum zum Bergbaubecken der Provinz Artois, mit einer Vorliebe für die flämische Ebene, erstreckte, 114 Überfälle mit vorgehaltener Waffe, sieben Mordversuche und die Tötung von vier Menschen zugerechnet.

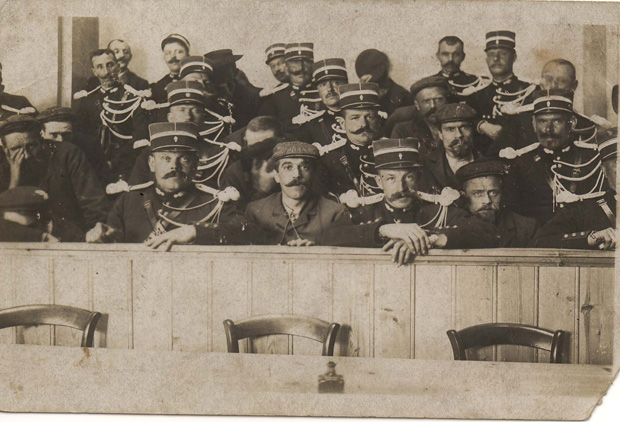
Die Pollet-Bande während ihres Prozesses

Der Geschworenengerichts-Prozess fand nach zwei Jahren Aufbereitungszeit unter dem Vorsitz von Maxime Lefrançois (1857–1926) vom 16. bis 26. Juni 1908 in Saint-Omer im Departement Pas-de-Calais statt. Der Gerichtssaal musste erweitert werden, um Platz für insgesamt 27 Angeklagte zu schaffen, ebenso für die regionale und nationale Presse und eine Menge von Schaulustigen. Die Pollet-Bande musste sich nun für vier Morde, sieben Mordversuche und 114 versuchte oder tatsächlich begangene Diebstähle in Verbindung mit Drohungen und Gewalt verantworten.
Die Vierfachhinrichtung der „bandits d’Hazebrouck“ am Montag, dem 11. Januar 1909, in Béthune wurde zu einem regelrechten Volksfest, zu dem die ganze nationale Presse und zahlreiche „Touristen“ anreisten.

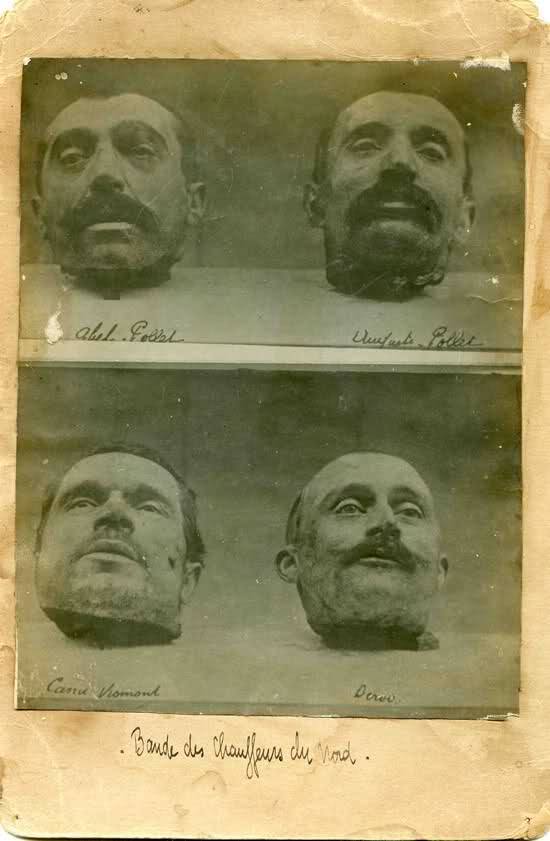
Die Köpfe der hingerichteten Mitglieder der Pollet-Bande

Le Petit Journal titelte im Vorfeld: „quatre têtes tomberont ce matin à Béthune…Abel et Auguste Pollet, Deroo et Vromant paieront les crimes des bandits du Nord“ (Vier Köpfe fallen an diesem Morgen: Abel und Auguste Pollet, Deroo und Vromant bezahlen für die Verbrechen der Banditen des Nordens).
Die Deutsche Juristen-Zeitung berichtete noch im gleichen Jahr über die Vorkommnisse in Béthune, der Rosenheimer Anzeiger war bereits am 13. Januar 1909 auf dem neuesten Stand.
Bereits am gleichen Tag berichtete L’Aurore in Paris ausführlich. Dabei wurden noch einmal alle Verbrechen zur Sprache gebracht, aber auch der traurige Akt minutiös dargestellt.
Anatole Deibler notierte in seinen „Carnets d’exécutions“ chronologisch alle Verbrechen der von ihm hingerichteten Menschen. Er verzeichnete auch die Hintergründe zur jüngsten Exekution, die er der Tagespresse entnehmen konnte, wie beispielsweise Cherbourg-Éclair vom 11. Januar und L’Echo du Finistère vom 16. Januar 1909. Über die Hinrichtung selbst notierte er: „Exécutés à Béthune / Le 11 janvier 1909 lundi / Les nommés Deroo Théophile – Vromant-Canut – Pollet Auguste – Pollet Abel, condamnés par la Cour d’Assises du Pas-de-Calais le 26 juin 1908, pour avoir commis une série de crimes et vols dans la région du Nord. / Tous les quatres étaient les principaux membres de la bande de malfaiteurs dénommés ‚Les bandits d’Hazebrouck’.“